# Wacław Skrzywan
Wacław Skrzywan (ur. 20 października?/1 listopada 1898 w Odessie, zm. 17 listopada 1956 we Wrocławiu) – polski ekonomista, działacz państwowy i gospodarczy, nauczyciel akademicki, profesor nauk ekonomicznych, w 1956 przewodniczący Prezydium Wojewódzkiej Rady Narodowej we Wrocławiu.

## Życiorys
Syn Tadeusza (dyrektora Instytutu Bakteriologicznego w Odessie, zm. 1917) i Anny z Chałaczewiczów. W 1917 ukończył odeskie Gimnazjum Państwowe im. Księcia Richelieu, potem studiował na Uniwersytecie Odeskim. W 1919 przeniósł się do Polski, gdzie podjął studia na Wydziale Matematyczno-Przyrodniczym Uniwersytetu Wileńskiego i Uniwersytecie Poznańskim (magisterium na tym ostatnim w 1926 na Wydziale Prawno-Ekonomicznym). W latach 20. pracował w Fabryce Wagonów Cegielski i w SA Akwawit. Od 1929 do 1939 związany z Instytutem Badania Koniunktur Gospodarczych i Cen, zajmował się publicystyką ekonomiczną dotyczącą zwłaszcza statystyki, koniunktur i konsumpcji. Od 1938 wykładał w Wyższym Studium Nauk Społeczno-Gospodarczych w Katowicach.
Po wybuchu II wojny światowej przebywał w Równem. Następnie powrócił do Warszawy, gdzie został w grudniu 1940 referentem Izby Przemysłowo-Handlowej i na własną rękę prowadził badania naukowe (przekazywane m.in. do polskich władz konspiracyjnych). Po zatrzymaniu w łapance ulicznej od września do października 1940 przebywał w obozie koncentracyjnym Auschwitz-Birkenau (zwolniony po interwencji pracodawcy). Po wybuchu powstania warszawskiego uciekł do Krakowa, w wyniku łapanki w styczniu 1945 trafił do obozu pracy na Prądniku, skąd zbiegł w trakcie transportu. Po wyzwoleniu do 1947 był naczelnikiem Wydziału Statystyki i I Katastru w Izbie Przemysłowo-Handlowej w Krakowie, później także doradcą w Centralnym Zarządzie Paliw Płynnych tamże.
W sierpniu 1945 doktoryzował się na Uniwersytecie Poznańskim na podstawie prac pt. Kartel cementowy w Polsce w świetle analizy teoretycznej i Handel obuwiem w Polsce napisanych pod kierunkiem Edwarda Taylora. W 1946 habilitował się na Uniwersytecie Jagiellońskim na podstawie rozprawy pt. O podstawowych twierdzeniach ekonomii (bez przeprowadzania kolokwium). W 1949 otrzymał tytuł profesora nadzwyczajnego Uniwersytetu Wrocławskiego. Od 1945 wykładał na Wydziale Prawa i Administracji Uniwersytetu Jagiellońskiego, od 1946 w studium spółdzielczości przy Wydziale Rolniczym UJ, później także na Wydziale Humanistycznym UJ i w Wyższej Szkole Nauk Społecznych przy UJ. Od 1946 współpracował z Wydziałem Prawa Uniwersytetu Wrocławskiego. W latach 1946–1948 kierował Instytutem Nauk Ekonomicznych Polskiej Akademii Umiejętności. W 1951 objął kierownictwo Katedry Statystyki Uniwersytetu Wrocławskiego. Zajmował się opracowywaniem programu nauczania statystyki na polskich uczelniach, opublikował także podręcznik Historia statystyki (1954). Został założycielem Polskiego Towarzystwa Ekonomicznego, należał też do Polskiego Towarzystwa Matematycznego, Polskiego Towarzystwa Filozoficznego i Econometric Society oraz rady Polskiego Towarzystwa Statystycznego.
Był współpracownikiem Wojewódzkiej Komisji Planowania Gospodarczego, radnym Miejskiej (od 1954) i Wojewódzkiej Rady Narodowej we Wrocławiu. Jesienią 1956 został prawdopodobnie przewodniczącym Prezydium WRN we Wrocławiu na fali odwilży październikowej po odsunięciu Hilarego Chełchowskiego, jednak wkrótce zmarł w wyniku choroby.

## Życie prywatne
W 1928 poślubił stomatolog Sabinę Józefę Hrynkiewicz, mieli dwie córki: Ewę (ur. 1930) i Marię (ur. 1932). Pochowany na Cmentarzu Bródnowskim w Warszawie.

## Odznaczenia
Odznaczony m.in. Brązowym Medalem za Długoletnią Służbę nadanym przez Ministerstwo Przemysłu i Handlu (1938) i Medalem 10-lecia Polski Ludowej (1955).